# اتفاقية حظر استخدام تقنيات التغيير في البيئة لأغراض عسكرية أو لأية أغراض عدائية أخرى
إتفاقية حظر استخدام تقنيات التغيير في البيئة لأغراض عسكرية أو لأية أغراض عدائية أخرى (بالإنجليزية: Convention on the Prohibition of Military or Any Other Hostile Use of Environmental Modification Techniques)‏ أو اختصارا ENMOD، هي معاهدة دولية غرضها منع استخدام تقنيات تعديل البيئة لأغراض عسكرية أو عدائية.

تم إقرار هذه المعاهدة في 10 ديسمبر 1976 من قبل الجمعية العامة للأمم المتحدة، وتم فتح باب التوقيعات في 18 مايو 1977 في جنيف، ودخلت حيز التنفيذ في 5 أكتوبر 1978.

حتى تاريخ 24 سبتمبر 2013، وقعت 48 دولة على المعاهدة من مجمل 76 دولة منضمة إليها (من جملة 197 دولة مخولة للتوقيع، 193 عضو في الأمم المتحدة، إضافة إلى جزر كوك، نييوي، الكرسي الرسولي، دولة فلسطين).

أودعت هذه الإتفاقية إلى الأمين العام للأمم المتحدة، حيث تتألف من عشرة مواد مرفقة بملحق لدى اللجنة الاستشارية للخبراء.

## روابط خارجية
- نص المعاهدة الرسمي